# Ritratto

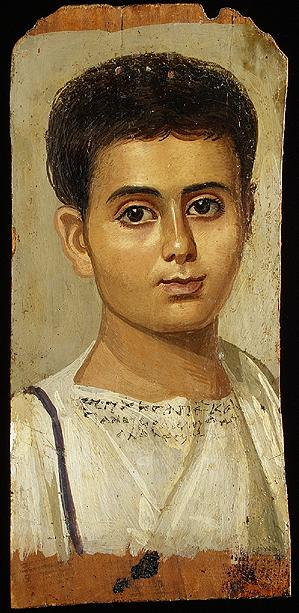
Ritratto di fanciullo dal Fayyum

Il ritratto è in generale ogni rappresentazione di una persona secondo le sue reali fattezze e sembianze: propriamente si riferisce a un'opera artistica realizzata nell'ambito della pittura, della scultura, del disegno, della fotografia o anche, per estensione, la descrizione letteraria di una persona.
Nell'arte esso rappresenta uno dei soggetti più rilevanti, anche se la ritrattistica era anticamente ritenuta un genere inferiore alla scena storica, che aveva per soggetto le azioni dei personaggi importanti del passato.
Il ritratto non è mai una vera riproduzione meccanica delle fattezze, come lo è invece una maschera di cera modellata su un volto o una qualsiasi impressione fotografica (con qualche distinguo). Nel "ritratto" entra in gioco la sensibilità dell'artista: nel processo creativo, nella scelta del soggetto, della posa, dell'espressione, delle finalità della sua opera interpreta le fattezze del modello secondo il proprio gusto e secondo le caratteristiche dell'arte e del tempo in cui opera, ma a volte aprendo a nuove intuizioni o scelte che ne fanno un antesugnano. 
Vi furono artisti che praticarono ampiamente e in maniera quasi esclusiva il ritratto e intere civiltà che rifiutarono il ritratto quale, come lo definiva lo storico dell'arte toscano Filippo Baldinucci (1624-1697) "figura cavata dal naturale" (come l'arte greca arcaica e classica). L'etimologia  della parola e i sinonimi lo rivelano: trarre, tirar giù. 
La presenza o assenza del ritratto fisiognomico in determinate civiltà (che pure possedettero mezzi artistici sufficienti per produrne) non è una semplice questione di gusto verso una o l'altra forma artistica, bensì vi entrano in gioco particolari condizioni mentali e ideologiche riflesse negli sviluppi e le condizioni delle società dove operarono gli artisti.

## Evoluzione del ritratto

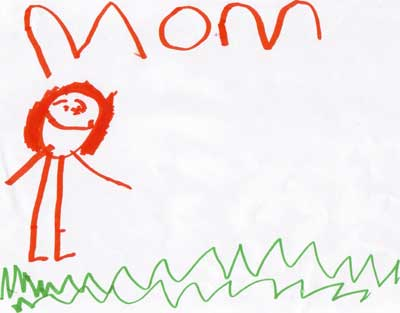
Ritratto "intenzionale" infantile. L'individuazione è data solo dal nome

L'impulso al ritratto, che fissi una determinata persona, è un fatto spontaneo e primordiale e si manifesta nella maniera più ingenua attribuendo un nome a un'immagine generica, come avviene nei disegni dei bambini. Si può parlare in questo caso di ritratto "intenzionale": l'unico fattore di riconoscimento è l'iscrizione. Quando a questo tipo di ritratto sono connessi una serie di attributi che legano l'immagine all'individuo in maniera generica, magari in ambito religioso, si parla di ritratto "simbolico" (come la presenza dell'aureola per identificare genericamente un santo).
Un secondo stadio del ritratto è quello dove, sebbene la raffigurazione ancora non assomigli al soggetto individuale, sono presenti una serie di elementi che circoscrivono la rappresentazione generica a una certa categoria di individui, facilitandone l'identificazione (es. attributi particolari e personali, descrizione del vestiario, di oggetti pertinenti al soggetto o alla sua classe sociale, ecc.): il ritratto "tipologico", magari ancora accompagnato dall'iscrizione del nome.
Per parlare di vero e proprio ritratto si deve avere un'individuazione del personaggio a partire dall'imitazione delle fattezze individuali, senza altri artifici. Si tratta del ritratto "fisiognomico", che si compone a sua volta di due strati collegati: la raffigurazione dei tratti somatici e la ricerca dell'espressione psicologica dell'individuo. L'ultimo passo fu infatti quello di fissare nell'effigie un giudizio morale sulla persona ritratta, scegliendo un particolare atteggiamento da immortalare, un gesto, un'espressione.
Esiste poi un ritratto "di ricostruzione", dove l'artista non ha visto il soggetto e tenta, sulla base delle informazioni in suo possesso e della sua sensibilità, di ricrearlo, sia nella fisionomia sia nella psicologia, secondo il concetto che si è formato circa quella personalità determinata. È il caso tipico dei ritratti dei grandi personaggi del passato dei quali non si sia tramandata l'immagine (da Omero agli Apostoli, ad esempio). Poiché tali immagini sono frutto di invenzione e delle circostanze del tempo in cui furono realizzate, è frequente che per la stessa personalità storica si abbiano ritratti ricostruiti anche molto differenti.
Riassumento, si hanno quindi sei tipi di ritratto, che rappresentano quattro diversi gradini della rappresentazione degli individui nell'arte:
- Intenzionale: figura generica con indicazione del nome
- Simbolico: figura generica con attributi specifici (es. santi)
- Tipologico: fisionomia generica, ma identificazione della classe o del mestiere con vestiti, oggetti, acconciature
- Fisiognomico: tratti somatici specifici
- Psicologico: pensiero, stato d'animo e qualità morali individuabili tramite sguardo, gesti e altro
- Di ricostruzione: inventato dall'artista

## Storia del ritratto

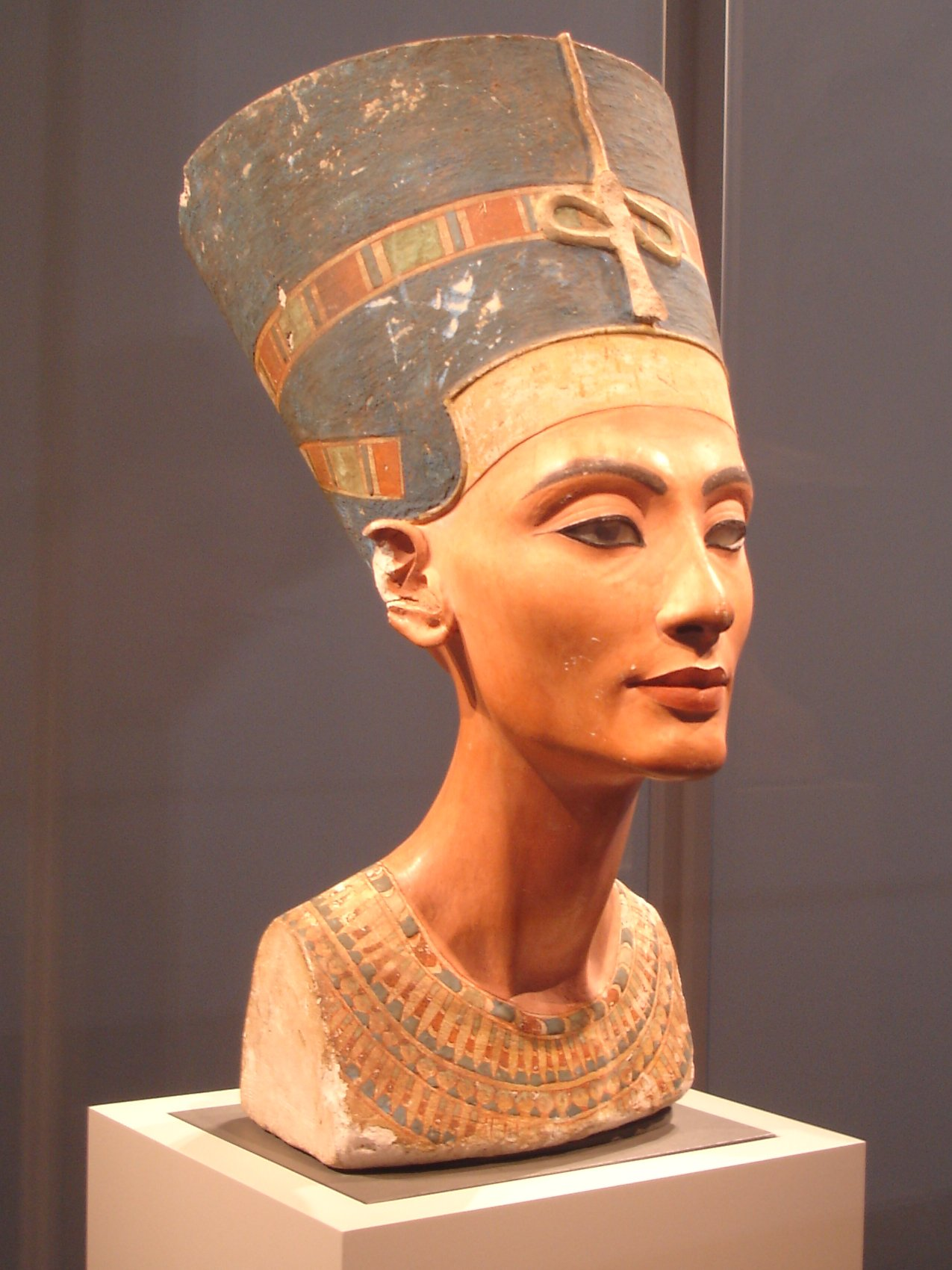
Ritratto della Regina Nefertiti, Berlino

### Preistoria e protostoria
Le stesse fasi che accompagnano l'evoluzione della produzione di un ritratto dalla produzione infantile all'età adulta si riscontrano anche nella storia dell'arte. I teschi umani trovati a Gerico, dove le fattezze sono ricreate col gesso e gli occhi con conchiglie, manifestano la volontà di ricostruire la persona del defunto, ma sono ritratti pienamente "intenzionali", in quanto legati a schemi del tutto generici, nonostante l'ausilio della struttura ossea sottostante. Sicuramente le prime raffigurazioni umane avevano dei risvolti magici e sacrali verso ciò che rappresentavano. La convinzione che l'immagine aderisca indissolubilmente con ciò che ritrae è rimasta per esempio in ambito negativo, come in quei riti che riservano alle immagini degli avversari trattamenti funesti, secondo superstizioni ancora vive nei retaggi della civiltà contadina e pastorale.

### Egizi
L'Antico Egitto è un esempio tipico di cultura che, pur avendo i pieni mezzi tecnici, evitò la produzione di ritratti fisiognomici, almeno per la stragrande maggioranza della sua storia artistica. Stesse figure indicavano, tramite l'apposizione di diversi nomi, personaggi diversi, compresi i ritratti dei sovrani, nei quali il nome aveva un valore identificativo ben più valido dei tratti fisiognomici, tanto che non mancano esempi di sovrani raffigurati come tori o leoni. Il realismo era visto come qualcosa di basso e contingente, adatto alle scene di vita quotidiana delle classi inferiori. Il ritratto "tipologico" rimase in auge, seppure con qualche accenno di differenziazione fisiognomica dovuta al particolare procedimento degli scultori di lavorare a partire da maschere in gesso modellate da rilievi in creta con le fattezze del defunto. Solo nel Nuovo Regno, in seguito alla riforma religiosa di Amenophis IV, si produssero in Egitto veri ritratti fisiognomici, con accenti psicologici, come i numerosi ritratti di Akhenaton e della regina Nefertiti. Questa parentesi si chiuse subito col ritorno alla tradizione e ai ritratti per "tipologia". Durante la tarda dinastia saitica (663-525 a.C.) si ebbe di nuovo un ritorno al ritratto veristico, ma la specificità fisiognomica era tutta di superficie, legata più al virtuosismo tecnico che alla presenza di reali intenzioni descrittive. Dopo la conquista greca il ritratto egiziano perse le caratteristiche proprie per entrare nella corrente ellenistica.

### Civiltà orientali

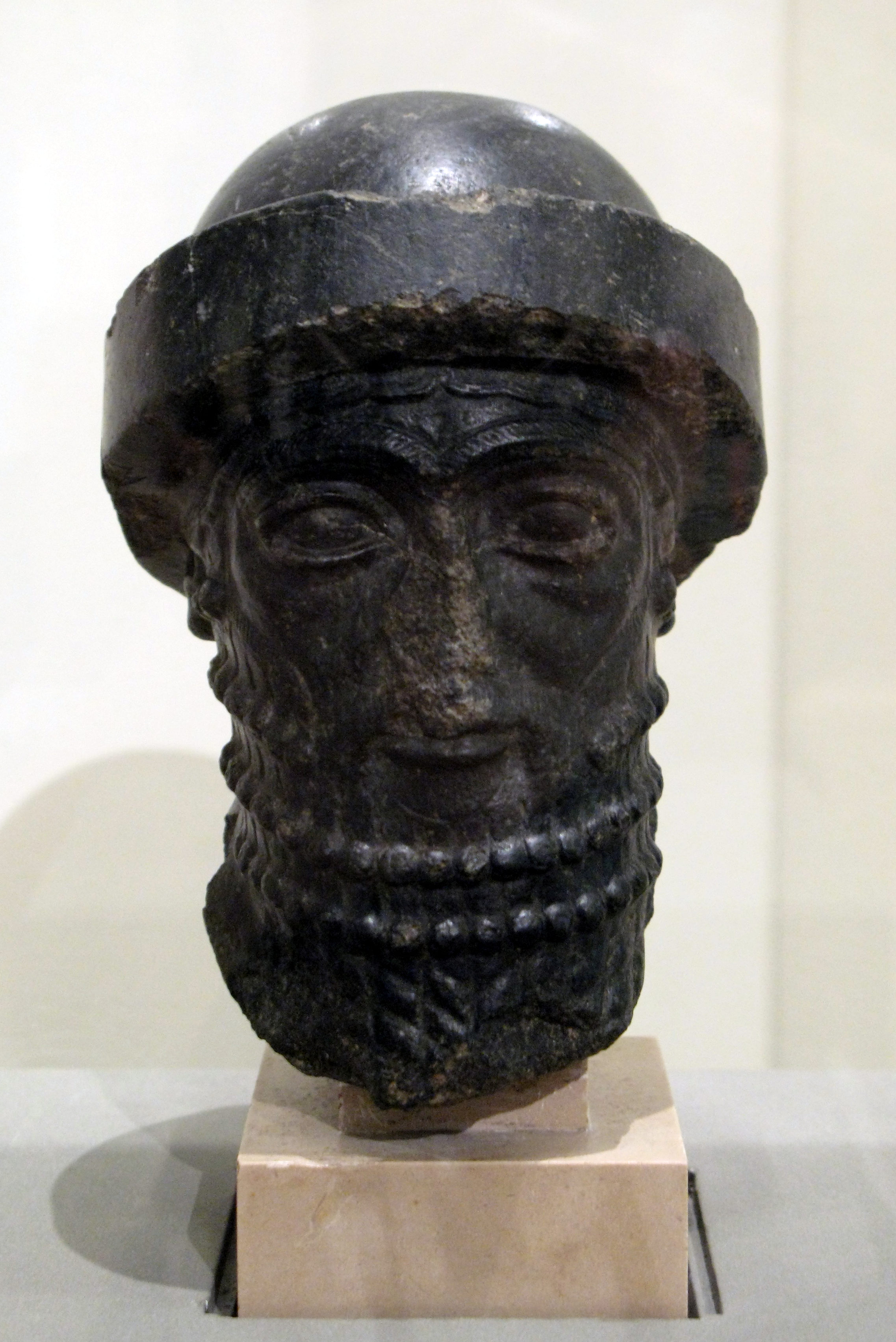
Testa reale sumera del Louvre.

In Mesopotamia fin dall'epoca sumera si ebbe una generica produzione di ritratti "intenzionali" (distinguibili solo dal nome impresso) "tipologici" (nei quali si distinguevano alcuni attributi di una classe di individui), simile all'Egitto ma dotata di una maggiore libertà ideologica che caratterizzava la società dell'epoca. Le migliori opere pervenuteci riguardano alcuni ritratti di sovrani, improntati a uno schematismo che intendeva evidenziare innanzitutto la maestà del sovrano e la sua raffinatezza. Dall'epoca di Hammurabi (1728-1686 a.C.) ci è pervenuta una testa a tutto tondo del Louvre caratterizzata da un'eccezionale plasticità del volto, con le guance afflosciate, la bocca piccola e altri elementi, che rivelano una palese intenzione fisiognomica. Durante la successiva dominazione assira, particolarmente dura, la tendenza alla fisionomia scomparve completamente, tornando a modelli fissi distinti solo dall'iscrizione del nome, privi anche degli attributi tipologici.
Solo nel periodo achemenide (558-480 a.C.) si ebbe una nuova umanizzazione delle effigie reali, ma il vero passo in avanti si ebbe nella produzione di monete, forse opera di artisti greci, che dalla fine del V secolo a.C. presentano ritratti fisiognomici che sembrano manifestarsi precocemente rispetto alla Grecia stessa (molto caratterizzata quella di Tissaferne, o quella dello statere di Cizico). Non è chiaro tuttavia se le differenze tra l'una e l'altra testa, accomunate da alcuni attributi del potere (copricapo, baffi spioventi, barba), siano dovute a reali divergenze fisiognomiche o piuttosto alle diverse mani che curarono i conî.

### Antica Grecia

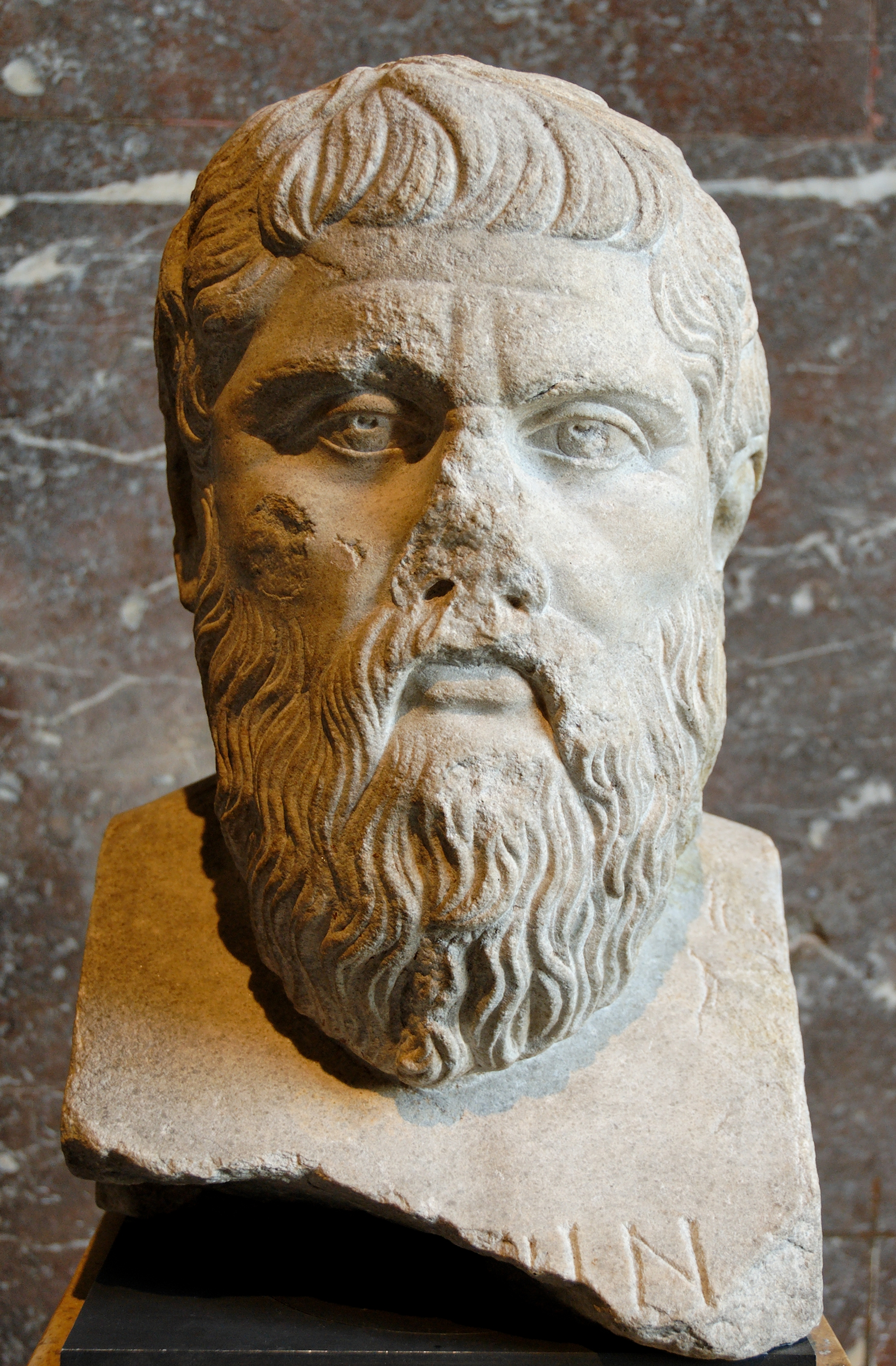
Il ritratto di Platone da Silanio, Louvre

Assieme alla scoperta dello spazio pittorico, la creazione del vero ritratto fisionomico è una dei più grandi traguardi della civiltà greca. Ma prima di arrivare a questo risultato i greci conobbero sia il ritratto "intenzionale" che quello "tipologico". La ritrattistica greca ci è massimamente nota attraverso le copie romane, spesso di qualità frettolosa e scadente, essendo in massima parte nata in bronzo, un materiale che venne sistematicamente riutilizzato durante la "fame" di metalli successiva al crollo dell'economia ellenistico-romana. Il ritratto greco ebbe come punto di partenza l'ambito religioso, ma a differenza delle civiltà orientali, i greci non avevano grossi intermediari con le divinità (come i sovrani o i sommi sacerdoti), ma un rapporto diretto e umano. Le prime statue umane come il kouros e la kore servivano a rappresentare il dedicante delle offerte presso un santuario o il defunto presso la sua tomba. Esse però erano effigie del tutto impersonali, simboliche, come quelle sulle stele funerarie per tutto il periodo arcaico (fino al 480 a.C.). Nelle iscrizioni si assiste a un attenuarsi del rapporto magico tra immagine persona raffigurata, facendo emergere il concetto di raffigurazione individuale come opera d'arte: dai nomi delle persone che rappresentano o dalle loro parole in prima persona, si passò ad aggiungere i nomi degli scultori (quindi a riconoscere che si trattava di artefatti), per poi arrivare alla dizione più distaccata di "statua di, immagine di, mnena (ricordo) di, ecc.". 

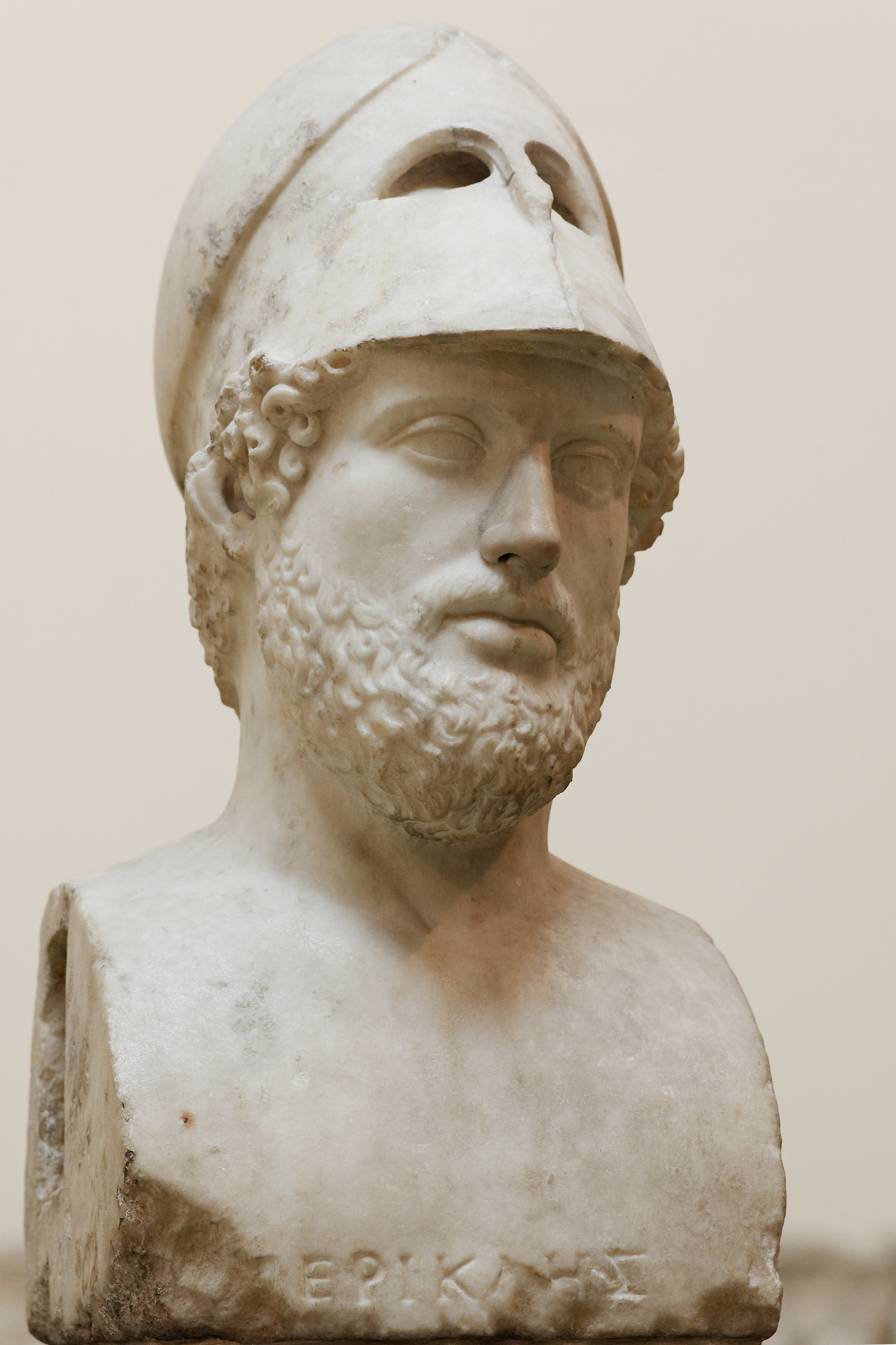
Il ritratto di Pericle

Esistevano però anche dei vincoli di natura morale che impedivano la diffusione della rappresentazione ritrattistica, come il divieto di esporre qualsiasi immagine "privata" in luogo pubblico senza il consenso dei reggitori delle città. Ancora nel pieno V secolo a.C. non esisteva un ritratto "privato", essendo forte il sentimento della polis che vedeva l'arte come una manifestazione essenzialmente pubblica, della collettività. Generiche erano le teste su erme degli strateghi e per gli atleti esistevano le statue "iconiche", dove cioè erano specificate alcune caratteristiche fisiche (altezza, età) ma una caratterizzazione personale assente. Anche i protagonisti della battaglia di Maratona raffigurati sulle pitture descritte da Pausania, avevano ritratti iconici, come dimostra la testimonianza dei nomi incisi per riconoscere i vari personaggi (un po' come succede nella coeva ceramica). Anacreonte venne ritratto come un generico musico con cetra e come "comaste" (partecipante a un banchetto, leggermente ebbro), Socrate come un generico barbuto, Pericle come un generico stratega (ritratto di Kresilas, 435 a.C. circa), dove però traspariva forse, dall'elmo sollevato sui capelli, un'allusione alla forma allungata del suo cranio, che fu oggetto di facezie tra gli scrittori di commedie, come se si trattasse di una caricatura. L'unico ritratto dell'epoca che si possa dire fisiognomico (sebbene non ancora realistico a causa dell'idealizzazione) è quello di Platone di Silanion, conosciuto grazie a copie di età romana. Nell'occasione mancata si deve sicuramente ravvisare il persistere della resistenza ateniese al ritratto individuale.
Per arrivare al vero e proprio ritratto fisionomico si deve attendere la metà del IV secolo a.C. Controversa è l'individuazione dell'esempio più antico: forse un'erma di Temistocle rinvenuta in copia a Ostia, realizzata quando era in vita verso il 480-460 a.C. (ma forse ritratto di ricostruzione neoattico), o l'immagine di Pausania re di Sparta (464-460 a.C.) o le opere in massima parte oscure di Demetrios di Alopece, che Quintiliano rimproverava di preferire la somiglianza al canone di bellezza. La tradizione tarda riporta come Fidia venne criticato per aver inserito un suo autoritratto nella decorazione scultorea dello scudo della Athena Promachos, individuato dagli studiosi nella figura di Dedalo, di spiccata individualità, anche se accostabile al centauro della metopa 9.

### Ellenismo

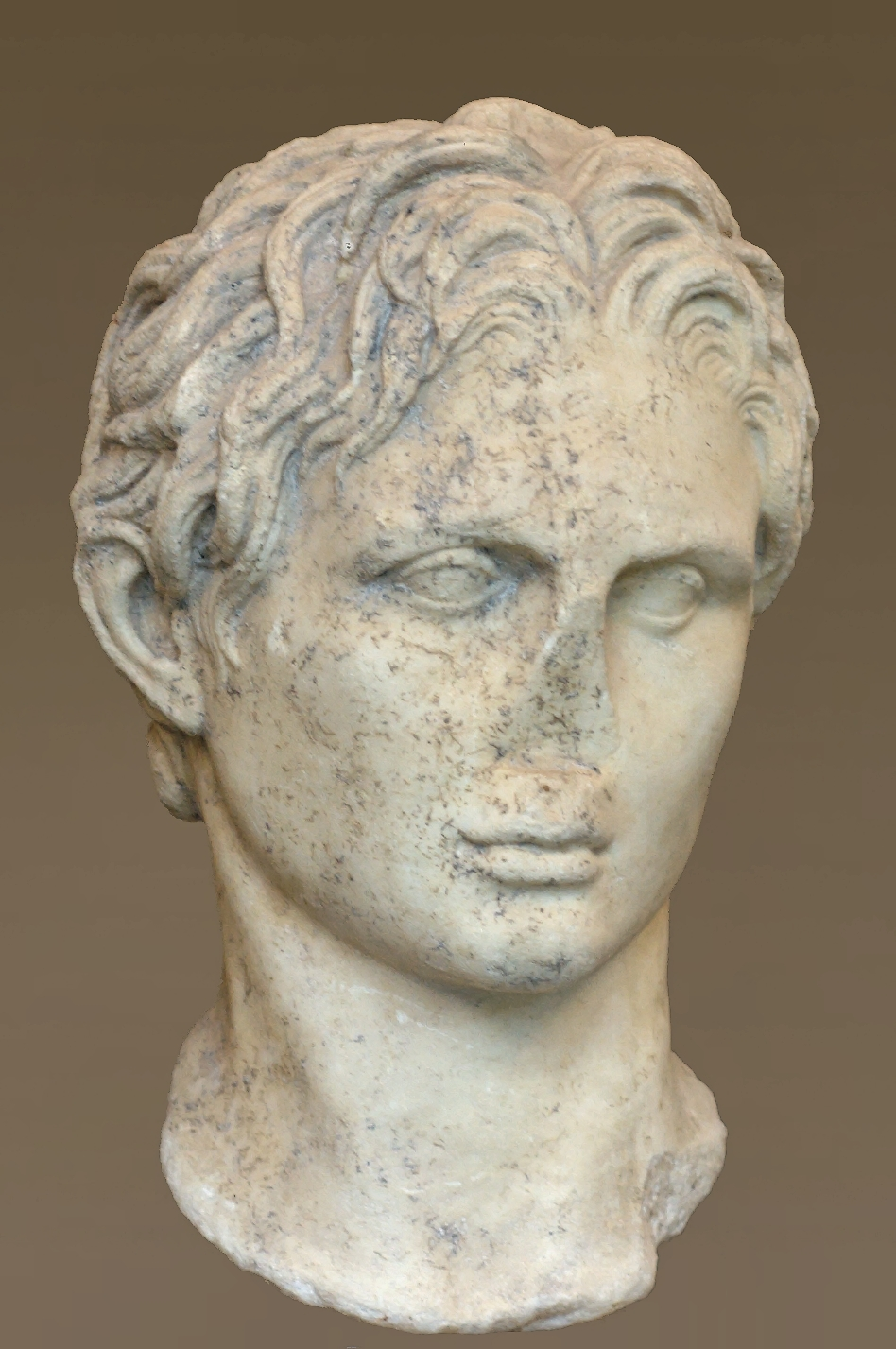
Lisippo, Ritratto di Alessandro Magno

La grande personalità di Lisippo e le mutate condizioni sociali e culturali fecero sì che venissero superate le ultime reticenze verso il ritratto fisiognomico e si arrivasse a rappresentazioni fedeli dei tratti somatici e del contenuto spirituale degli individui. Nel realizzare il ritratto di Alessandro Magno trasformò il difetto fisico che obbligava il condottiero, secondo le fonti, a tenere la testa sensibilmente reclinata su una spalla in un atteggiamento verso l'alto che sembra alludere a un certo rapimento celeste, "un muto colloquio con la divinità". Questa opera fu alla base del ritratto del sovrano "ispirato", che ebbe una duratura influenza nei ritratti ufficiali ben oltre l'età ellenistica.
A Lisippo o alla sua cerchia sono stati attribuiti con una certa concordanza anche i ritratti di Aristotele (eseguito quando il filosofo era ancora in vita), quello ricostruito di Socrate di tipo II, quello di Euripide di tipo "Farnese", nei quali è presente una forte connotazione psicologica coerente con i meriti della vita reale dei personaggi.
Dopo Lisippo, tra i secoli II e I a.C., si ebbe uno sviluppo amplissimo del ritratto fisiognomico greco, e non riguardò più solo i sovrani e gli uomini particolarmente illustri, ma anche i semplici privati: nell'ellenismo infatti l'arte era ormai a disposizione del singolo e non più esclusivamente della comunità. Si diffusero inoltre il ritratto onorario e il ritratto funerario.
Tra i capolavori di questo periodo ci sono i ritratti di Demostene e di Ermarco, basati sul reale aspetto dei personaggi (280-270 a.C.), il ritratto di anziano 351 del Museo Archeologico Nazionale di Atene, (200 a.C.), la testa in bronzo di Anticitera (sempre ad Atene, 180-170 a.C. circa), il patetico ritratto di Eutidemo di Battriana, ecc. Esempio di un verismo di maniera è il ritratto di ricostruzione dello Pseudo-Seneca di Napoli.
Nei ritratti ufficiali, al posto della tendenza più prettamente "verista", si privilegiava dare ai ritratti una valenza più nobile e degna, con espressioni più ieratiche e distaccate, come i ritratti di Antioco III di Siria, di Tolomeo III, di Berenice II, di Tolomeo VI, di Mitridate VI ecc.

### Etruschi e italici

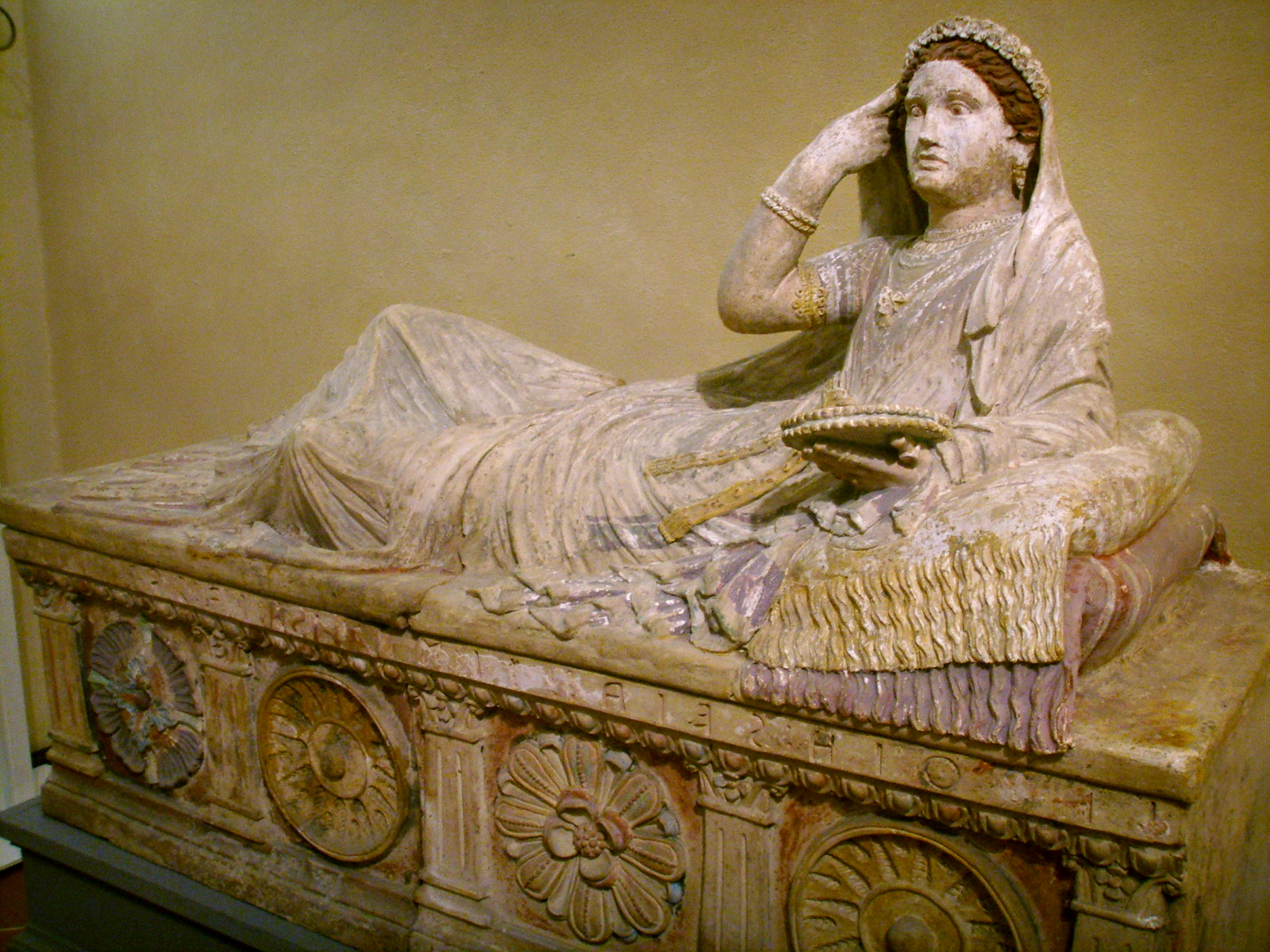
Il sarcofago di Laertia Seianti

In Grecia qualsiasi rappresentazione umana era concepita come statua intera, con il corpo inteso come un tutto indiscindibile. In era italica e celtica invece esisteva la suggestione che la personalità caratteristica di una figura si concentrasse nella testa e che questa fosse sufficiente per rappresentarne l'intera individualità. Questa impostazione, che ebbe ingentissime implicazioni nell'arte romana, si manifestava già nelle urnette cinerarie dove sul piccolo corpo sbozzato si innestava una testa di proporzioni notevolmente maggiori. Altri esempi sono il canopo chiusino, il cippo-ritratto (diffuso ad esempio a Taranto) o le teste votive in terracotta. Questa abitudine a privilegiare la raffigurazione di teste rappresentò un terreno più predisposto all'espressione ritrattistica, anche se non si conoscono esempi di ritratti veri ("fisiognomici") anteriori ai traguardi in Grecia.
Inizialmente infatti tutte le raffigurazioni ritrattistiche erano solo convenzionali, "tipologiche", ed è solo dalla fine del IV secolo a.C. che si iniziano a incontrare indizi di ritratti fisiognomici. I famosi fittili sarcofagi di età arcaica con coppie (Sarcofago degli Sposi, ecc.) non sono altro che raffigurazioni idealizzate dei defunti, senza spunti realistici; lo stesso vale per i sarcofagi di Vulci Tarquinia e Cerveteri o le urnette di Chiusi, Perugia e Volterra.

Bruto dei Musei Capitolini (opera etrusca o romana)

Nelle produzioni in serie per tipologia (il giovane, il vecchio, la matrona) si poteva tutt'al più aggiungere piccole diversificazioni con ritocchi, soprattutto nelle capigliature. Anche le figure del III secolo a.C., se confrontate tra loro a ampio spettro, mostrano inevitabilmente dei modelli stilistici, ai quali si attennero gli scultori, piuttosto che alle reali fattezze dei defunti. Tra la fine del III e l'inizio del II secolo a.C. si colloca l'urna di Larth Satinate Caesa da Chiusi, dove una certa personalizzazione è data dalla calvizia. Scarsa è anche la caratterizzazione nel sarcofago di Laerthia Seianti del Museo archeologico nazionale di Firenze, quasi identico a quello della sua parente Thanunia al British Museum. La certezza che questi sarcofagi erano destinati a "quei" defunti (non pronti nei laboratori per essere venduti, altrimenti non sarebbe stato inciso il nome nella creta fresca prima della cottura) dimostra che in ambito etrusco l'interesse nel fissare le reali fattezze dei defunti doveva essere piuttosto secondario e riguardare occasionalmente solo casi eccezionali.
In definitiva gli etruschi furono influenzati dai romani nella produzione ritrattistica e non viceversa, come dimostra l'Arringatore, statua bronzea di Aulo Metello, databile al primo trentennio del I secolo a.C., o il busto fittile da Civita Castellana (a Villa Giulia). Appartengono al ritratto onorario (non funerario) infine alcune teste in bronzo di alta qualità, frammenti di statue, dalla datazione piuttosto controversa, quali una testa di giovinetto del museo Archeologico Nazionale di Firenze, il cosiddetto Bruto Capitolino (III secolo a.C. o più tardo), la testa "da Bovianum" del cabinet des Médailles della Bibliothèque Nationale di Parigi (prima metà del II secolo a.C.), una testa fiesolana del Louvre (I secolo a.C.). Esse vengono alternativamente attribuite all'arte romana o etrusca, segno del loro collocarsi in un terreno di confine.

### Antica Roma

#### Roma repubblicana

Ritratto di ignoto di Osimo

La grande quantità e qualità dei ritratti di produzione romana ha talvolta falsato la prospettiva di studio di alcuni storici che vi hanno visto l'unica civiltà antica dedita pienamente a questa arte. In realtà, se sembra appurata la filiazione del ritratto etrusco da quello romano, il ritratto ellenistico fu sicuramente il punto di partenza per le esperienze romane. Nell'arte romana va distinto il ritratto onorario pubblico da quello privato, legato al culto degli antenati.
L'uso delle effigie degli antenati risalirebbe all'inizio della repubblica. Ma tali immagini non erano ancora nello stile realistico tipico dell'epoca di Silla, vero momento di separazione col ritratto ellenistico, ma seguivano il mite naturalismo ellenistico, come dimostra la "statua Barberini" di un vecchio togato che regge con orgoglio le statue dei suoi antenati.
L'esasperazione della realtà nel ritratto romano (il cosiddetto ritratto romano repubblicano) ebbe inizio quindi all'inizio del I secolo a.C. e durò fino al secondo triumvirato (42-32 a.C.), periodo che coincise con una forte esaltazione delle tradizioni e delle virtù dei patrizi, contro il movimento dei Gracchi e l'avanzare delle forze della plebe fino alla guerra sociale (91-88 a.C.). Si assistette in definitiva a una presa di coscienza del valore della gens, che si riflette nei ritratti. Lo stile di queste opere è secco e minuzioso nella resa dell'epidermide solcata dagli anni e dalle dure condizioni della vita tradizionale contadina. Vi si legge un certo disprezzo altezzoso e un'inflessibile durezza, come nel famoso ritratto 535 del Museo Torlonia. Queste caratteristiche sembrano discostarsi volontariamente dall'eleganza e la mondanità degli sciolti ritratti ellenistici. Nonostante la breve durata del fenomeno artistico, esso fu una delle prime "invenzioni" artistiche romane e riflesse una precisa situazione storica, esaurendosi con essa.
Con la diffusione della successiva moda neoattica le classi superiori abbandonarono questo tipo di ritratto, che invece continuò ad essere imitato da coloro che guardavano con desiderio alla classe dei patrizi, i liberti, soprattutto nei monumenti sepolcrali.

#### Roma imperiale

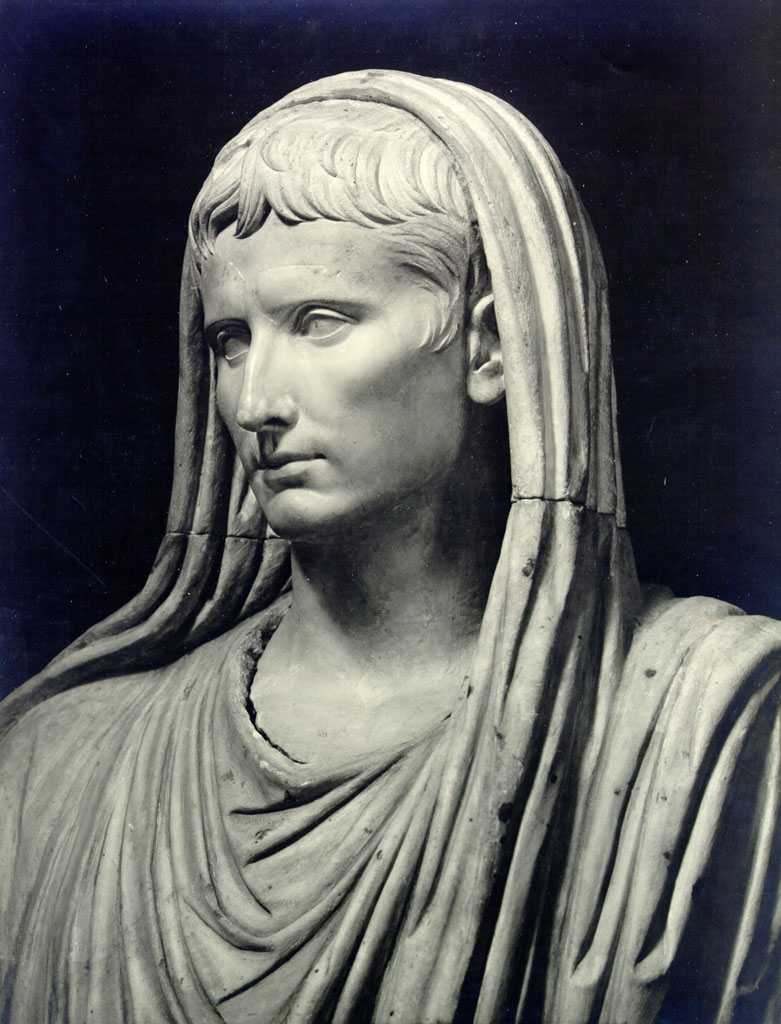
Augusto di via Labicana

L'età di Augusto fu caratterizzata in tutte le vicende artistiche da un'algida classicità. Particolare fu nel ritratto al fusione del tipo ufficiale e il tipo privato, per via della concezione neoattica che vedeva nella raffigurazione una sobria idealizzazione che fosse superiore alla sfera della contingente quotidianità del verismo. Con l'esaurirsi del classicismo la dualità tra i due tipi di ritratto riprese, con il clamoroso esempio dei due ritratti di Vespasiano, uno espressivamente volgarizzato (Ny Carlsberg Glyptotek) e uno di aristocratica intellettualità (Museo Nazionale Romano n. 330).
L'ultimo periodo dell'età Flavia ci ha lasciato ritratti di grande finezza, come la "dama dal collo lungo" dei Musei Capitolini (stanza degli Imperatori n. 33), che mostra un elemento tipico dell'epoca, la torsione della testa.
Con Traiano si ebbe una notevole rivoluzione, che portò alla fusione tra il ritratto privato e quello pubblico. Nell'espressione del sovrano viene accentuata l'abitudine dell'uomo al comando militare, l'energia, l'autorevolezza e la risolutezza, ma il ritratto resta umano, reale. Durante la guida di Adriano e degli Antonini si manifestarono nuove tendenze, come quella di incidere nelle sculture particolari che prima erano realizzati con la pittura, quali le sopracciglia o le iridi. Nello stesso periodo avvenne anche una profonda ellenizzazione allineando il gusto romano al coevo stile in voga in Asia Minore, alla corte di Erode Attico.

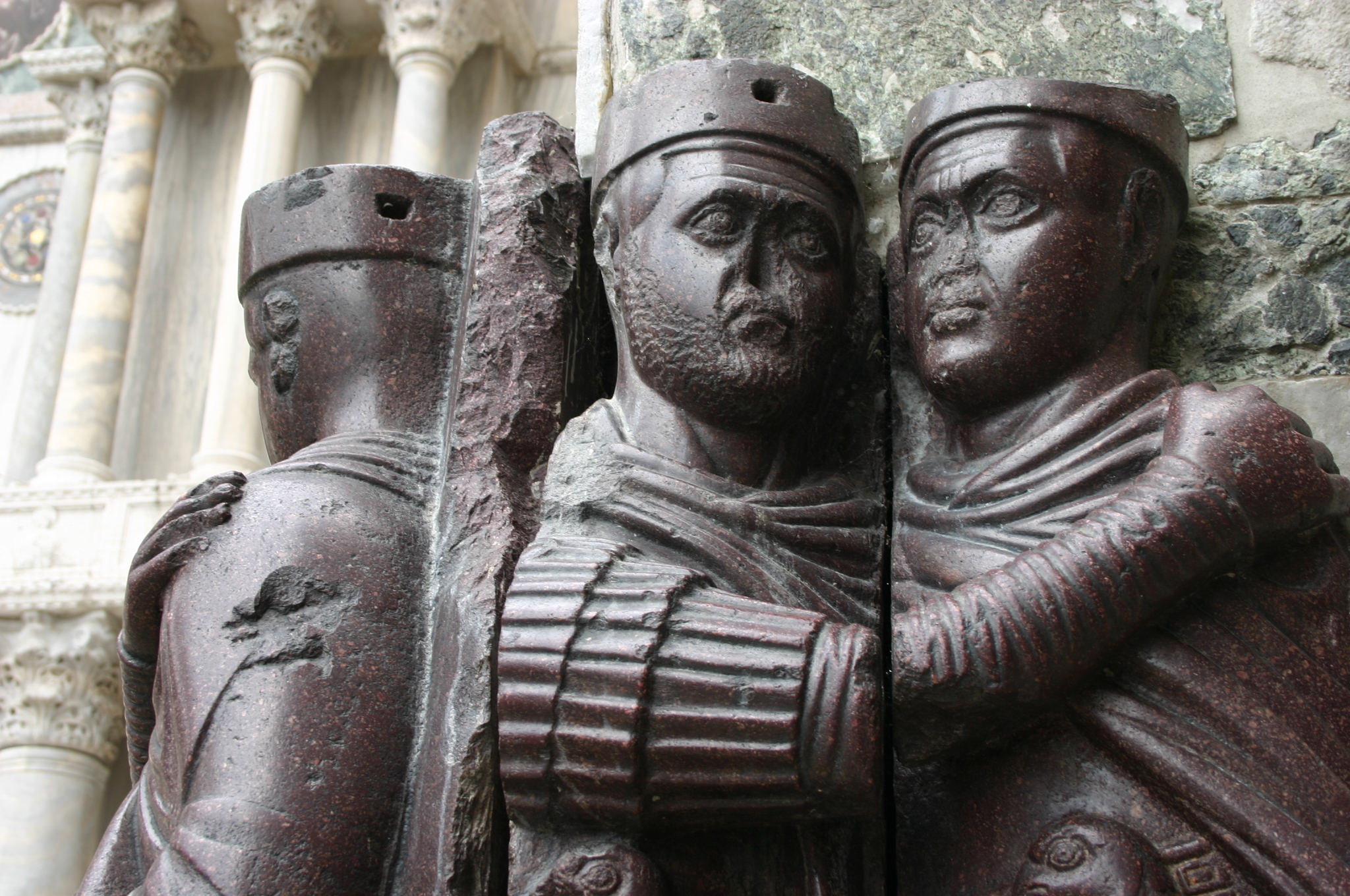
I Tetrarchi

Una vera e propria svolta artistica ebbe luogo al tempo dei Severi, che coinvolse il ritratto leggermente in ritardo (dopo il 220). Le novità sono già visibili nei ritratti di Alessandro Severo e di Gordiano III, con un abbandono del plasticismo ellenistico in favore di una forma semplificata, stereometrica, con particolari quali i capelli e la barba inseriti con l'incisione (quasi a bulino). Furono gli albori dell'arte tardoantica del III secolo, che riuscì a riflettere nei ritratti dalle forme non più organicamente connesse tra loro quell'espressione di tormento interiore in un'epoca tra le più angosciate della storia. Esempi di questo periodo vanno dal ritratto di Decio a quello di Diocleziano e comprende anche ritratti di bambini (il ritratto femminile invece mantenne più spesso la compostezza tradizionale). Solido appare il ritratto di Gallieno, mentre ormai brutalmente semplificato appare il ritratto dei Tetrarchi di Venezia. Questa rivoluzione è dovuta sia all'estrazione plebea e provinciale di gran parte della nuova aristocrazia romana, imperatori compresi, sia alle tendenze religiose dell'epoca che influenzarono la rappresentazione regale fissando in una vacua ieraticità l'essenza sacrale della sua carica. Il prevalere, anche in ambito privato, dell'homo spiritualis portò a far affievolire la necessità di verosimiglianza fisica dei ritratti, accentuando invece le forme emaciate e l'espressività degli occhi ingranditi. Agli inizi del V secolo Paolino da Nola scriveva come "arrossirebbe" nel farsi dipingere secondo il suo vero aspetto di Adamo terrestre e peccatore.

### Medioevo

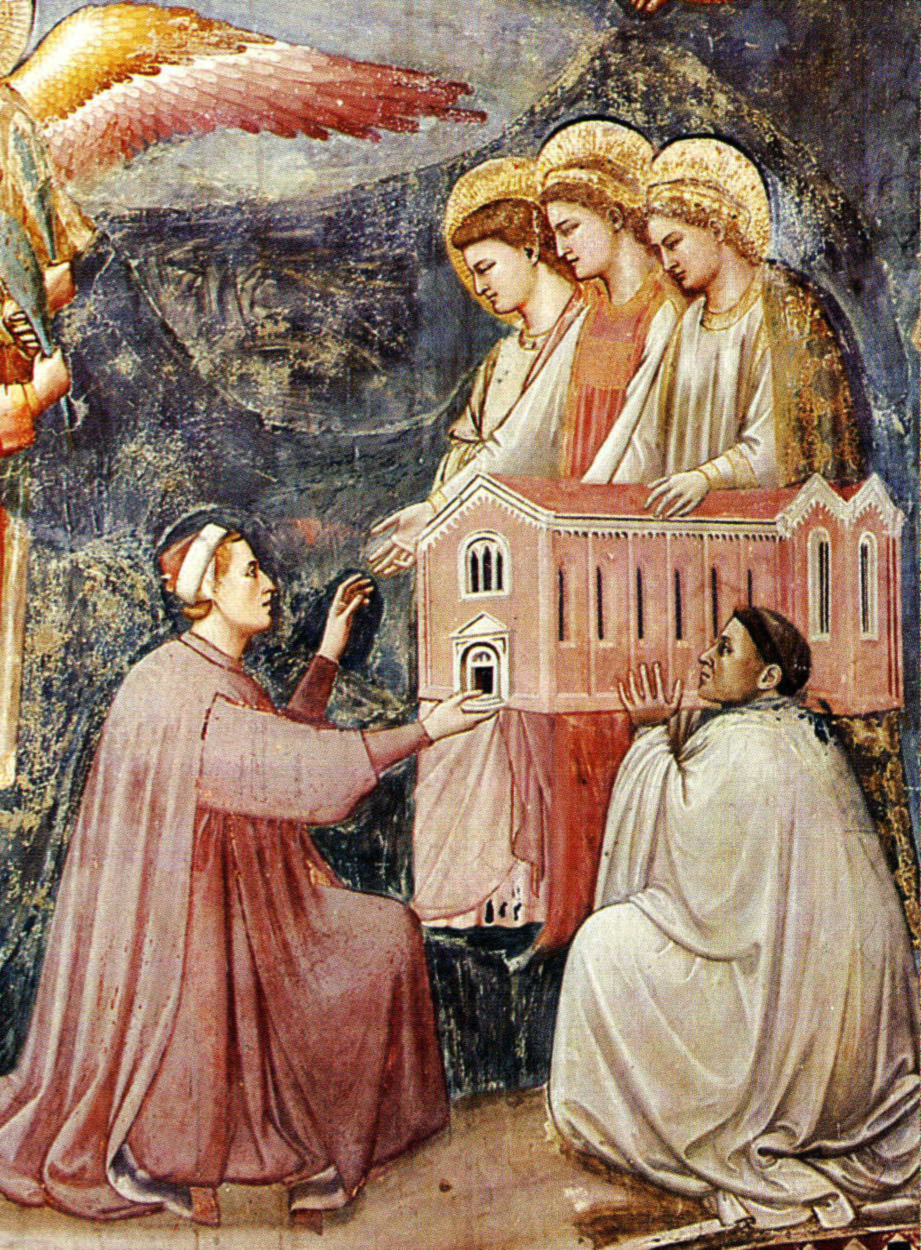
Giotto, Enrico Scrovegni dona agli angeli una riproduzione della Cappella degli Scrovegni, nel Giudizio Universale, cappella degli Scrovegni, Padova

Queste tendenze dell'arte tardoantica si affermarono definitivamente durante il Medioevo. La mentalità, fortemente permeata di religione cristiana, tendeva a negare l'importanza dell'individualità delle persone, preferendo l'astrazione e il simbolo (ritratto "tipologico"). In assenza di un elemento "borghese" che esprimesse valori laici di affermazione dell'uomo in quanto tale, nella pienezza della sua esistenza terrestre, la necessità di fissare le vere fisionomie svanì inesorabilmente.
Bisogna aspettare il basso Medioevo, quando ricomparve sulla scena europea una sorta di "borghesia", per veder tornare i fondamenti proto-umanistici e razionali che permettono la produzione di ritratti. Probabilmente tali condizioni si erano già verificate alla corte di Federico II, ma non ci sono pervenute testimonianze sicure di ritratti.
Il più antico ritratto fisiognomico veritiero è in scultura quello di Carlo I d'Angiò di Arnolfo di Cambio (1277) e in pittura quello di Enrico degli Scrovegni nel Giudizio Universale della Cappella dell'Arena a Padova, dipinto da Giotto verso il 1306. Il ritratto come genere autonomo nacque qualche decennio dopo con Simone Martini, prima con un dipinto simbolico quale il San Ludovico di Tolosa che incorona il fratello Roberto d'Angiò (1317), poi ad Avignone come semplice rappresentazione di un personaggio. La prima testimonianza certa a noi pervenuta è comunque il ritratto di profilo di Giovanni il Buono di un pittore francese della metà del Trecento, oggi al Louvre.
Per quanto riguarda la classe "media", in città quali Venezia, Firenze, Napoli, Barcellona, ecc., divenne frequente il finanziamento di opere d'arte da parte dei privati, spesso ricchi banchieri che in questo modo espiavano, magari in punto di morte, il peccato di usura. Nacque così l'usanza di raffigurare i committenti in atto di donare l'opera d'arte o inginocchiati ai piedi della figura sacra, spesso di proporzioni minime, a simboleggiare la loro umiltà davanti alla divinità.

### Rinascimento

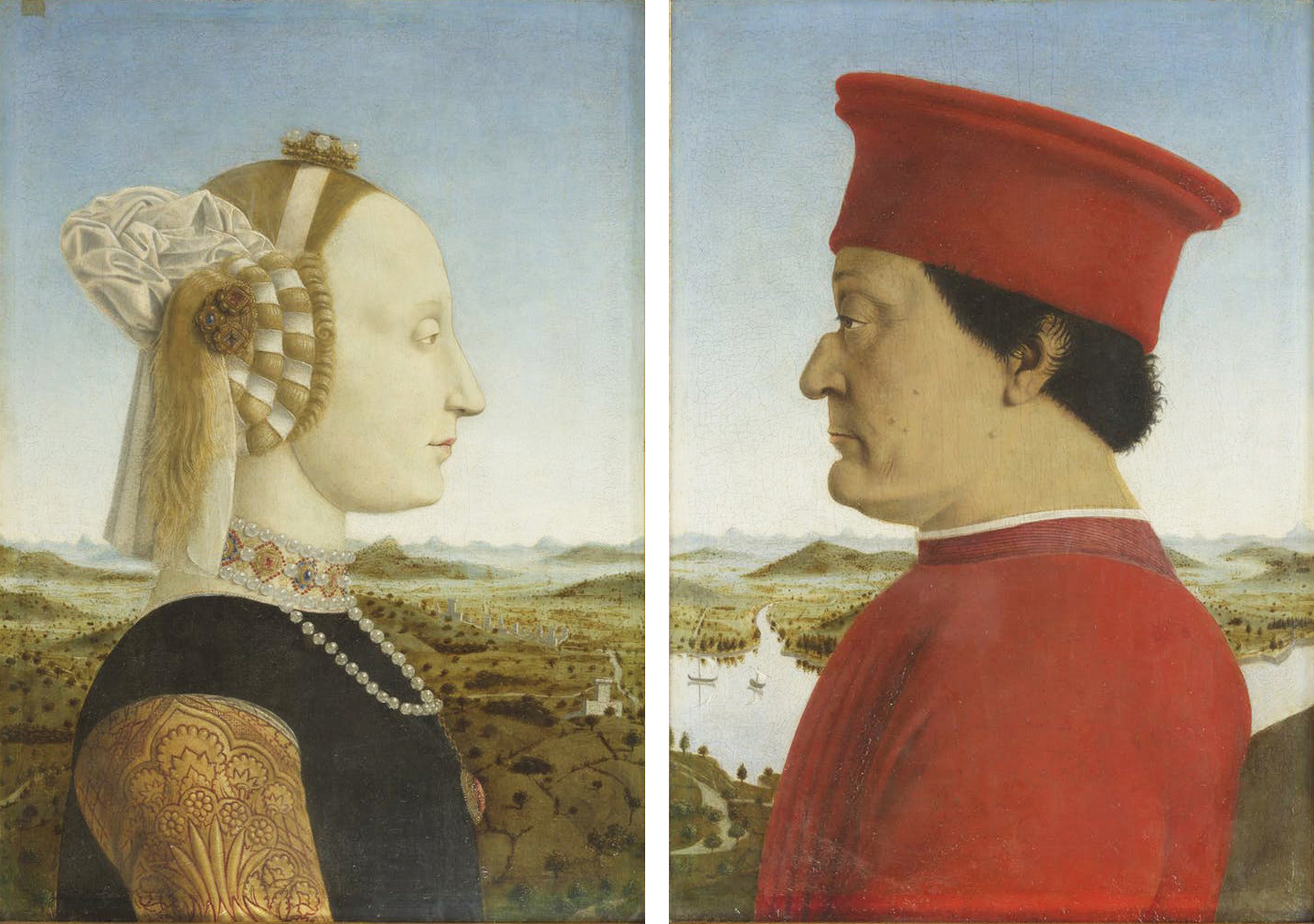
Piero della Francesca, Doppio ritratto dei Duchi d'Urbino

Il Rinascimento segnò un punto di svolta nell'arte del ritratto per il rinnovato interesse verso il mondo naturale, l'uomo e l'espressione classica dell'arte romana. Rinacque dalla seconda metà del Quattrocento il ritratto privato, anche come genere autonomo. Alcuni attribuiscono a Masaccio, negli anni venti del Quattrocento, il riavvio del genere del ritratto, secondo la testimonianza di Vasari, che vide e descrisse il perduto affresco della Sagra (1425-1427), dove sarebbero stati rappresentati numerosi dignitari fiorentini dell'epoca.
I ritratti su medaglia divennero popolari recuperando modelli antichi fin dall'inizio del XV secolo. Maestro di grande finezza fu Pisanello, che diede un'aura di composta serenità e di fiera regalità ai ritratti di regnanti delle più importanti casate del Nord Italia. In questo periodo circolarono spesso piccoli ritratti miniati o dipinti, che diffondevano le effigi tra una corte e l'altra, magari nella prospettiva di intessere rapporti matrimoniali.
In pittura fece da apripista la scuola fiamminga, con le effigie dei potenti che si affrancano dalle composizioni religiose, occupando da soli l'intero spazio del dipinto ed assumendo un inedito carattere di persone "reali" e credibili. Per quanto si sa i più antichi ritratti a sé stanti dell'arte occidentale moderna solo databili al 1432 circa, opera di Jan van Eyck. Eseguirono ritratti di grandissimo pregio anche Rogier van der Weyden, Hans Memling, Hans Holbein il Giovane, Lucas Cranach il Vecchio e Albrecht Dürer. Se in Fiandra si affermò dagli anni trenta del XV secolo il ritratto di tre quarti, in Italia si preferì a lungo la posizione di profilo, dalle reminiscenze romano-imperiali, che meglio esprimeva le ambizioni aristocratiche dei nuovi signori delle corti.
In scultura ebbe notevole diffusione il ritratto su busto fino alle spalle, soprattutto a Firenze (Mino da Fiesole, Andrea del Verrocchio) e a Napoli (Francesco Laurana).
Nella Trinità di Masaccio si ebbe un primo esempio 
di ritratto realistico di committenti di un'opera d'arte, raffigurati a dimensioni naturali rispetto alla divinità. Poco dopo si diffuse anche l'uso di inserire ritratti di personaggi contemporanei tra i personaggi delle scene dipinte, sia sacre sia profane: ad esempio la celeberrima Nascita di Venere sarebbe un ritratto di Simonetta Vespucci.

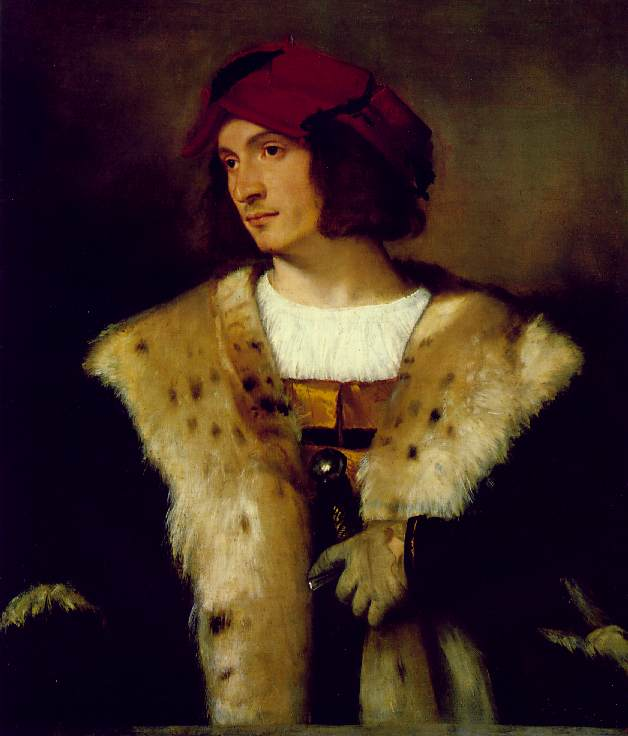
Tiziano, Ritratto di uomo col cappello rosso

Quasi tutti i più grandi maestri si dedicarono al ritratto (Piero della Francesca, Antonello da Messina, Sandro Botticelli, Leonardo da Vinci, Tiziano, Raffaello...) con qualche eccezione: Michelangelo ad esempio non riprodusse mai effigie veritiere di personaggi se non, forse, con intenti denigratori nel Giudizio Universale. Alcuni ritratti raggiunsero straordinari effetti psicologici, come l'emblematica Monna Lisa (forse Lisa Gherardini), o come le opere migliori di Tiziano. Nello stesso periodo si diffuse la pratica dell'autoritratto, prima come elemento in un quadro di gruppo (a questo proposito Leon Battista Alberti consigliò gli artisti di ritrarsi guardando l'osservatore, anche perché il proprio ritratto veniva eseguito guardandosi allo specchio), poi anche come soggetto indipendente (dalla seconda metà del XVI secolo).
Durante l'epoca del Manierismo si ebbero importanti serie di ritratti di artisti come Bronzino, Pontormo, Giovan Battista Moroni o Sofonisba Anguissola. L'uscita delle Vite del Vasari comportò una raccolta di ritratti di artisti, copiati da varie fonti. Più o meno contemporaneamente nacquero le serie di ritratti di uomini illustri presi dal vero (o copiati da immagini che si supponevano prese dal vero), delle quali ci resta quella universale degli Uffizi (serie Gioviana), ispirata a una perduta serie comasca nella casa di Paolo Giovio.
Il ritratto rinascimentale comportava sempre un elemento simbolico e idealizzato, non era mai una mera riproduzione delle fattezze. Oltre agli oggetti che rappresentavano la ricchezza e il prestigio del soggetto (gioielli, pellicce, broccati, per le donne acconciature elaborate e incarnato chiarissimo), fu tipico raffigurare oggetti e animali simbolici, derivati dalla simbologia della pittura sacra, come il cagnolino (fedeltà), il libro (erudizione), l'ermellino (incorruttibilità di spirito), ecc. L'idealizzazione umanistica dei soggetti non voleva però dire un ritratto "abbellito": anche i difetti fisici acquistavano la propria dignità all'interno di una raffigurazione perfetta formalmente (come il naso deformato nel Ritratto di nonno e nipote di Domenico Ghirlandaio, o lo strabismo nel Ritratto di Fedra Inghirami di Raffaello, ecc.).
Dal Rinascimento in poi i ritratti presentano anche minuziose riproduzioni della moda e del gusto nel vestire dell'epoca, che permettono spesso di ricostruirne l'evoluzione di decennio in decennio.

### Barocco e Rococò

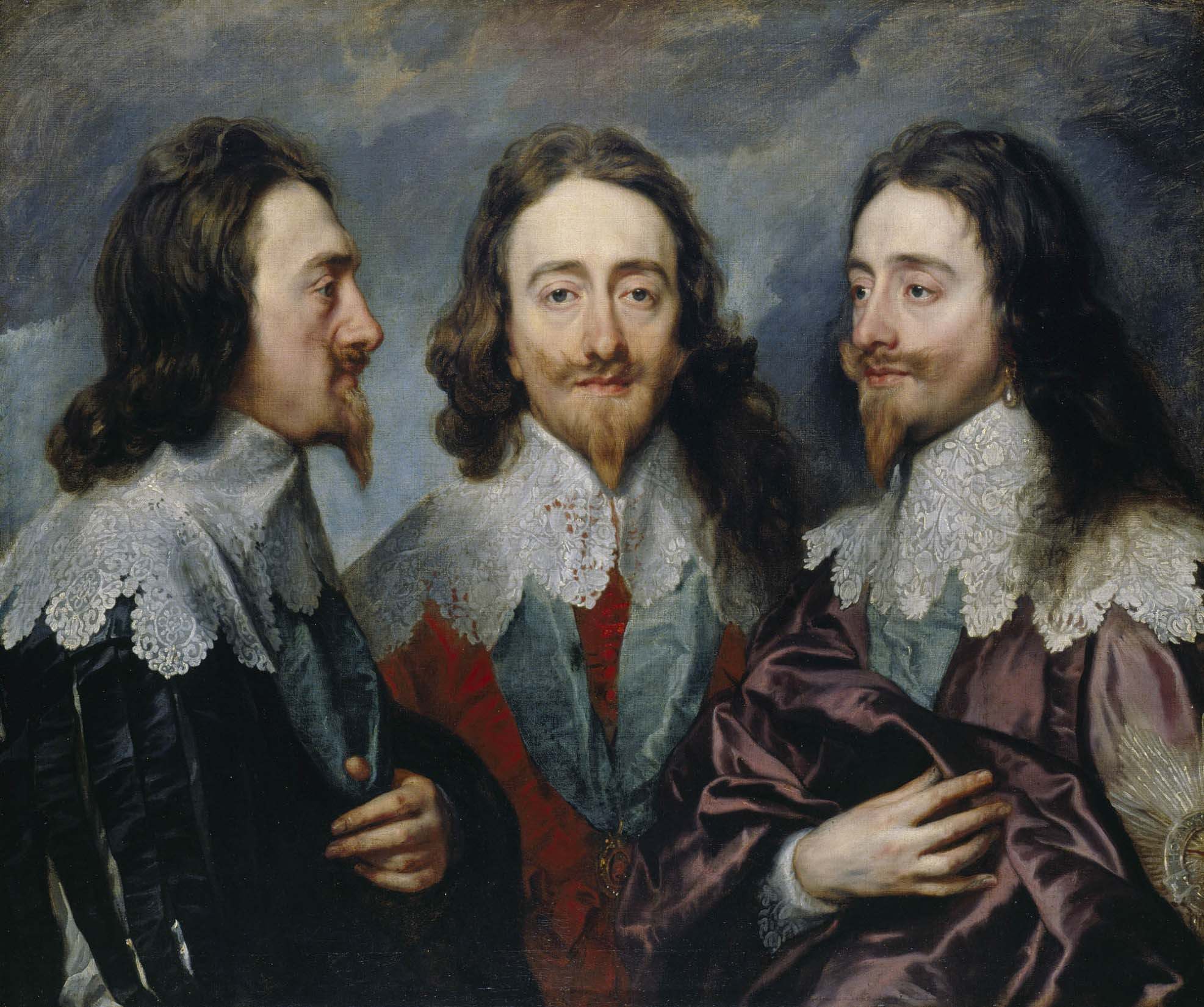
Anthony van Dyck, Triplo ritratto di Carlo I, 1635

Durante il periodo barocco e rococò (XVII-XVIII secolo) l'arte del ritratto ebbe un'enfasi ancora maggiore, come immagine dell'opulenza carica dei simboli del potere e della ricchezza. I fiamminghi Anthony van Dyck e Peter Paul Rubens furono tra gli artisti più richiesti per questo genere di opere. Altro eccelso ritrattista del periodo barocco fu poi lo spagnolo Diego Velázquez.
In questo periodo si diffuse lo studio per le espressioni facciali, che enfatizzassero particolari emozioni e stati d'animo. In particolare lo scultore Gian Lorenzo Bernini o il pittore Rembrandt esplorarono i vari effetti e espressioni che caratterizzano un volto umano e i diversi effetti dell'età. A partire da questo interesse si arrivò alla creazione della prima caricatura, nata nell'ambito dell'accademia dei Carracci a Bologna. Bernini fu anche tra i primi a produrre un'"istantanea" di un soggetto in azione, coi busti di Scipione Borghese nell'atto di conversare (1632); molti esempi della ritrattistica di Bernini e dei suoi seguaci vengono per l'appunto definiti "ritratti parlanti".
Frequente era la produzione di ritratti di gruppo, specialmente nei Paesi Bassi, con artisti come Frans Hals e lo stesso Rembrandt.
Il gusto rococò prevedeva una decorazione ricca e intricata, con attenzione ai dettagli e alla resa materica dei tessuti. I ritratti in questo periodo, grazie a questi accorgimenti tecnici, si caratterizzarono per una resa ancora maggiore della ricchezza e prestigio dei soggetti. I pittori francesi come François Boucher e Hyacinthe Rigaud furono i capiscuola in questo settore, mentre in Inghilterra spiccarono Thomas Gainsborough, Joshua Reynolds e John Hoskins il Vecchio. Altro celebre ritrattista attivo nella seconda metà del Settecento fu l'italiano Pompeo Batoni.
In questo periodo anche alcune pittrici raggiunsero notevole popolarità, specializzandosi spesso proprio nei ritratti, in una dimensione privata e civettuola tipicamente femminile, come Élisabeth Vigée Le Brun, Rosalba Carriera e Angelica Kauffmann.

### Neoclassicismo e XIX secolo

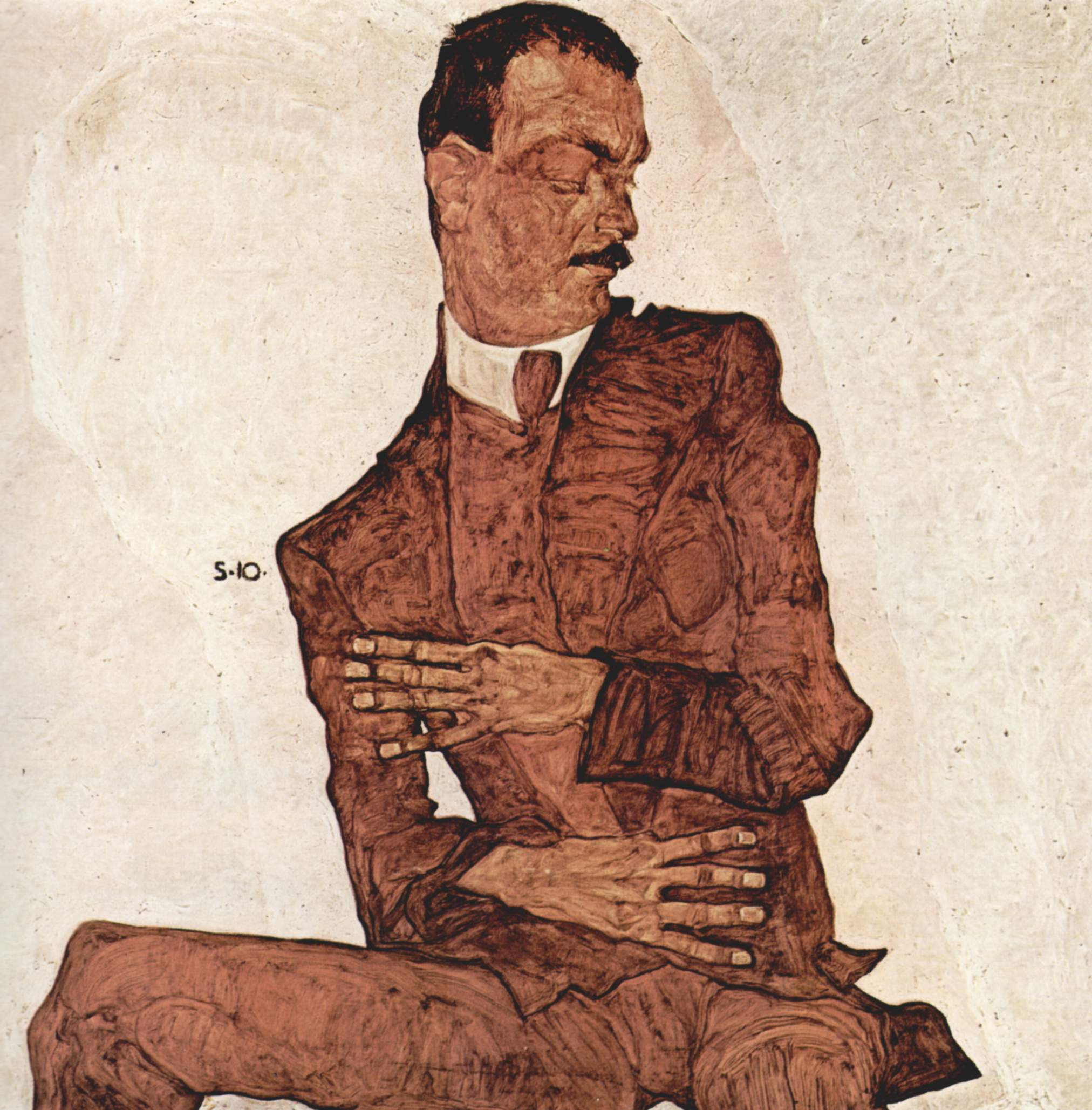
Egon Schiele, Ritratto di Arthur Rössler

Alla fine del XVIII secolo si diffuse la nuova sensibilità neoclassica, che ebbe una preferenza per le tonalità chiare, le luci cristalline, la semplificazione delle linee e dei tratti somatici. Artisti di spicco di questo periodo furono i francesi Jacques-Louis David e Jean-Auguste-Dominique Ingres e l'italiano Antonio Canova, che recuperò una forma idealizzata ispirata all'arte greca.
Nell'epoca romantica (prima metà del XIX secolo) gli artisti usarono nei ritratti pennellate forti e drammatiche, che portarono a un'accentuazione espressiva dei soggetti. Ebbe ampia diffusione anche il ritratto di soggetti comuni, non committenti dell'opera, che creavano composizioni di soggetto popolare e pittoresco, come la serie di malati mentali di Théodore Géricault (1822-1824). Lo spagnolo Francisco de Goya fu artefice di alcune immagini provocatorie e sperimentali, come la Maja desnuda (1797-1800), che si ritiene essere un ritratto.
Gli artisti del Realismo della seconda metà del secolo crearono numerosi ritratti di gente comune (Gustave Courbet) e caricature dei contemporanei (Honoré Daumier). Henri de Toulouse-Lautrec si specializzò nei ritratti dei personaggi del teatro dell'epoca e di prostitute. Anche gli Impressionisti dipinsero ritratti, come Édouard Manet, Claude Monet, Edgar Degas e Pierre Auguste Renoir, di solito familiari o amici dei pittori stessi. La loro superficie brillante e la vividezza dei colori rende questi ritratti attraenti, spesso capaci di cogliere l'intimità domestica dei soggetti. I maestri del post-impressionismo, come Paul Gauguin e Vincent van Gogh, dipinsero numerosi ritratti ma sono soprattutto famosi i loro autoritratti.
Tra i ritrattisti della nuova borghesia a cavallo del XIX e XX secolo spiccarono per freschezza l'inglese John Singer Sargent o gli italiani Giovanni Boldini e Cesare Saccaggi.

### Arte contemporanea

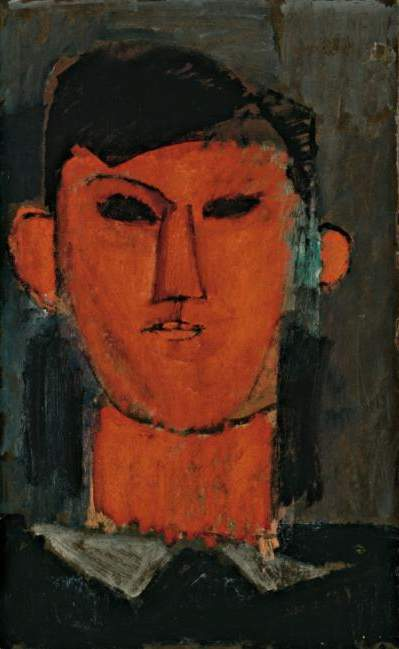
Amedeo Modigliani, Ritratto di Picasso, 1915

All'inizio del XX secolo le avanguardie interessarono anche il ritratto, che divenne gradualmente sempre più anti-naturalistico. Gustav Klimt circondò le sue figure di astratte decorazioni geometriche, i Fauves estremizzarono il colore e, nel ritratto di Geltrude Stein, Picasso sperimentò per la prima volta suggestioni cubiste. Ormai i caratteri "interiori" dell'individuo avevano preso più importanza dell'aspetto esteriore, liberando la creatività dell'artista nel connotare fantasticamente i ritratti. Gli occhi, definiti "specchio dell'anima", si svuotano e prendono tonalità cupe, come macchie, a simboleggiare il tormento e l'alienazione del vivere moderno. 
Grande attenzione alla psicologia, anche in senso "patologico", emerge dalle opere degli espressionisti, come Otto Dix, Max Beckmann, Oskar Kokoschka, Egon Schiele. Celebre è la dimensione onirica di alcuni ritratti del surrealista Salvador Dalí. Nella ritrattistica merita un cenno la pittrice polacca Tamara de Lempicka, protagonista del movimento Art Déco.
Dalla metà del XX secolo in Europa e America il declino dell'interesse verso le rappresentazioni figurative a favore dell'astrattismo, portò al ridimensionamento della produzione di ritratti, affidati sempre più spesso alla fotografia. Tra i tanti fotografi che hanno operato nell'ambito del ritratto, ci sono gli americani Irving Penn e Richard Avedon. Lo stesso Andy Warhol, per creare la celebre serigrafia di Marilyn Monroe, si servì di una fotografia di Gene Korman usata per la pubblicità del film Niagara del 1953. Tra gli artisti che continuarono a dedicarsi al ritratto e a focalizzare nello studio del volto umano ci furono Lucian Freud, Francis Bacon, Fernando Botero, Alex Katz e Chuck Close.